# 高校ズ
高校ズ（こうこうズ）は、森大志と秋月啓志からなるソニー・ミュージックアーティスツ（SMA NEET Project）に所属する日本のお笑いコンビ。かつて吉本興業東京本社（東京吉本）に所属していた。旧コンビ名の1つは九州地区私立全寮制男子高校ズ。NSC東京校8期出身。

## メンバー
森 大志（もり たいし、1981年10月30日 - ）ツッコミあるいはボケ担当、立ち位置は向かって左。
福岡県福岡市出身。AB型。
中央大学商学部経営学科卒業。
秋月 啓志（あきづき ひろし、1981年9月19日 - ）ボケ担当、立ち位置は向かって右。
福岡県福岡市東区出身。O型。
青山学院大学経営学部中退。

### 元メンバー
岩本 浩幸（いわもと ひろゆき）
2015年11月に卒業。

## 概要
- コンビ名は『スライスライン』→『ネオン蝶』→『ひがしく』→『九州地区私立全寮制男子高校ズ』と現在に至るまで4度の改名を経ている。
  - 『九州地区私立全寮制男子高校ズ』時代はトリオだった[6]。2016年1月からコンビ『高校ズ』として活動を始める。

- 小学校からお互いのことは知っていて、同じ高校に入学したのをきっかけに仲良くなった。コンビを組んでからは仲が悪化したことで高校時代の同級生を加入させて活動。そのお陰で2人は昔のように仲が良くなり、現在は2人で飲みに行くほどまでになった。秋月は「無人島に何か一つ持っていくなら、森」と発言している。
- 森は相方の嫌いな所として「無意味な嘘をつくところ」を挙げている。例えば兄弟は姉と妹がいる(本当は姉のみ)と言ったり、誕生日は8月3日(本当は9月19日)と言ったりなど。
- フリーを経て2021年4月30日[注 3]、ソニー・ミュージックアーティスツ（SMA NEET Project）に事務所を移籍[注 4]。コロナ禍によるお笑いライブ開催自粛の影響でSMA事務所ライブのデビュー日は2021年11月21日[5]。

### 高校時代
- 高校は勉強に厳しい全寮制の男子高校で、落第生だった2人は常に寮監室に一番近い部屋で寮生活をさせられていた。
- テレビを見る事ができずラジオしか聞いていなかったことで、MAX4人のメンバーの声を聞き分けられた。
- 好きになる女子が給食のおばちゃんしかいなかった為、高校を卒業してもその名残りで熟女にしか恋を出来なかった。
- クラス替えをしないのが高校のルールだったが、秋月の素行が悪すぎたことによって高校3年へ進級時に学校側がクラス替えを行った。そのクラス替えは、秋月や森など評判の悪いグループがいたA組から秋月のみがB組に行き、B組の中で秋月と唯一仲の良かった生徒がB組からA組に行くとういう内容で「秋月シフト」と呼ばれた。
- 寮の横に人が1人入れるくらいの幅の川があり、雨が降って川が増水した時はボブスレーの様にその川を流れるという遊びをしていた。

## 出演

### テレビ
- オールザッツ漫才2009（MBSテレビ） - Footcutバトル（ひがしく）
- ナマイキ!あらびき団 - （九州地区私立全寮制男子高校ズ）
- 超ハマる!爆笑キャラパレード（フジテレビ）
  - 2016年10月22日『陽気な寿司屋さん親子 是澤潤之助・卓也／高校ズ』（高校ズ）
  - 2017年3月11日『陽気な寿司屋さん親子 是澤潤之助・卓也／高校ズ』（高校ズ）
- ダウンタウンのガキの使いやあらへんで!!（日本テレビ） - 2017年01月15日『第11回山-1グランプリ』（高校ズ）
- ムジカ・ピッコリーノ（NHK Eテレ) - 2017年4月7日・5月26日・8月4日 (高校ズ)
- 雨上がり決死隊のトーク番組アメトーーク!（テレビ朝日）寮生活してた芸人 - 2018年1月11日（秋月のみ）
- ZIP!（日本テレビ）-2018年6月4日・7月10日「ワラガチャ」

## 賞レース等の戦歴
- 2016年 歌ネタ王決定戦2016 準決勝進出[1]
- 2016年 キングオブコント2016 準決勝進出[2]
- 2016年 M-1グランプリ2016 2回戦進出[8]
- 2017年 M-1グランプリ2017 3回戦進出[8]
- 2018年 キングオブコント2018 準決勝進出[3]
- 2018年 M-1グランプリ2018 2回戦進出[8]
- 2019年 M-1グランプリ2019 2回戦進出[8]
- 2021年 第15回SMAホープ大賞 決勝進出[4]

## 主な活動
吉本興業所属時代（ - 2021年3月）
- ギャラクシーバトル
- ブクロ芸人ネタライブ

SMA所属時代（2021年4月 - ）
- SMAトライアウトライブ（笑）[注 5]

### 単独ライブ
九州地区私立全寮制男子高校ズ（お笑いトリオ）時代
- 九州地区私立全寮制男子高校ズ第1回単独ライブ「アフタースクール」（シアターD、2012年11月4日）
- 九州地区私立全寮制男子高校ズ第2回単独ライブ「課外授業〜ネタ10本の回〜」（新宿バイタス、2013年2月16日）
- 九州地区私立全寮制男子高校ズ第3回単独ライブ「課外授業〜コント4本＋コント2本の回〜」（シアターD、2013年5月22日）
- 九州地区私立全寮制男子高校ズ第4回単独ライブ「課外授業〜漫才一本の回〜」（シアターD、2013年7月27日）
- 九州地区私立全寮制男子高校ズ第5回単独ライブ「アフタースクール〜佐々木崎竜也の華麗なる日常〜」（大宮ラクーンよしもと劇場、2014年9月26日[9]）